# Antonio Graves
Antonio Graves Davis (Mansfield, Ohio, 17. travnja 1985.) američki je profesionalni košarkaš. Igra na poziciji bek šutera, a trenutačno je član hrvatske Cibone Zagreb. 

## Karijera
Graves je karijeru započeo igrajući na poznatom američkom sveučilištu Pittsburgh, a nakon završetka sveučilišta iskustvo je stjecao u CBA ligi, igrajući za domaći Xplosion. Prvo europsko iskustvo stekao je u francuskom Pau Orthezu, gdje je ostao šest mjeseci. Ljeto 2008. proveo je pokušavajući se nametnuti nekom NBA klubu igrajući Ljetnu ligu, međutim ponude nije dobio, dok je istovremeno stigla ponuda turskog kluba Galatasaray Café Crowna. S Galatasarayom je stigao do polufinala doigravanja turskog prvenstva, gdje su glatko poraženi od kasnijeg prvaka Efes Pilsena. Tijekom te sezone (2008./09.) imao je prosjek od 15.5 poena, 2.3 skoka i 2.2 asistencije po utakmici. 

### KK Cibona
23. srpnja 2009. kao želja trenera Vukova Velimira Perasovića potpisuje za hrvatsku Cibonu Zagreb. Stavio je potpis na jednogodišnji ugovor. Nakon odlaska Alana Andersona u Maccabi, Gravesu je namijenjena uloga novog nositelja igre Cibone. Međutim, Graves se nikako nije snašao u Ciboni: vrlo loše je započeo svoju euroligašku karijeru skupivši u prva dva susreta valorizaciju -8, odnosno u drugom u 22 minute ostao bez poena, uz šut 0/7 i nula na kontu asistencija. U NLB ligi odigrao je nešto bolje, ali svejedno se mučio sa šutom i svojom igrom. 
Kada je u 4. kolu Eurolige Cibona odlazila na važno gostovanje u ASVEL, Graves je odbio ući zrakoplov, dok je trener Perasović izjavio da je "njegova avantura u Ciboni završena". Graves se pravdao kako je odbio putovat zbog neisplaćenih plaća, iako isto tako ostalim suigračima koji su putovali zbog financijskih problema kluba također kasne plaće. Još je Graves, dok se Cibona u Francuskoj pripremala za susret s Asvelom, s još jednim svojim prijateljom odlučio haklati košarku, a kasnije na račun trenera i kluba pisao uvredljive komentare na Twitteru.

## Vanjske poveznice
- Profil na TBLStat.net